# NGC 3359
NGC 3359 (другие обозначения — UGC 5873, MCG 11-13-37, ZWG 313.33, KARA 442, IRAS10433+6329, PGC 32183) — спиральная галактика с перемычкой (SBc) в созвездии Большая Медведица.
Этот объект входит в число перечисленных в оригинальной редакции «Нового общего каталога».
Объект обладает активным ядром и излучает спектр с широкими эмиссионными линиями. В NGC 3359 обнаружена мазерная эмиссия H2O с изотропной светимостью 0,7 L⊙.
В галактике вспыхнула сверхновая звезда SN 1985H типа II с. Её пиковая звездная величина составила 16.4.